# IC 1332
IC 1332 је спирална галаксија у сазвјежђу Водолија која се налази на листи објеката дубоког неба у Индекс каталогу.
Деклинација објекта је - 13° 42' 40" а ректасцензија 20h 51m 51,3s. Привидна величина (магнитуда) објекта IC 1332 износи 13,5 а фотографска магнитуда 14,3. IC 1332 је још познат и под ознакама MCG -2-53-11, NPM1G -13.0503, PGC 65584.